# FXAA
Fast Antialiàsing Approximate (FXAA) és un algoritme anti-aliasing creat per Timothy Lottes sota NVIDIA.
El principal avantatge d'aquesta tècnica sobre l'anti-aliatge convencional és que no requereix grans quantitats de potència informàtica. Això s'aconsegueix suavitzant les vores dentades ("jaggies") segons com apareixen a la pantalla com a píxels, en comptes d'analitzar el propi model 3D com en l'anti-alias convencional. Atès que no es basa en la geometria real, no només suavitzarà les vores entre triangles, sinó també vores dins de les textures combinades alfa o derivades d'efectes d'ombres de píxels, que són immunes als efectes de multisample anti-aliasing (MSAA).
Les desavantatges són que les textures poden no aparèixer com a nítides si s'inclouen a la detecció de la vora, i s'ha d'aplicar abans de representar els elements HUD d'un joc, perquè no els afecti també.

## Processos
Els processos de FXAA es detallen de la manera següent:

### Trobeu totes les vores contingudes a la imatge
Trobar arestes és normalment una cerca profunda, de manera que els píxels que estan a prop no es veuen afectats. Això ajuda a reduir el borrissol en les textures, ja que les vores en una textura tenen profunditats similars.

### Llisa les vores
El suavitzat s'aplica com un efecte per píxel. És a dir, no hi ha una representació explícita de les vores. Al contrari, el primer pas és un filtre de vora profund, que marca píxels com a part de les vores, i el segon passa els valors de la imatge en color segons el grau en què un píxel es marca com a vora.